# Малковяк, Ян
Ян Малковяк (пол. Jan Małkowiak; 20 мая 1919, Гельзенкирхен, Вестфалия — 26 июля 1991, Гнезно, Познанское воеводство) — польский хоккеист на траве, полевой игрок. Участник летних Олимпийских игр 1952 года.

## Биография
Ян Малковяк родился 20 мая 1919 года в немецком городе Гельзенкирхен.
Окончил основное профессиональное училище, получив специальность маляра.
Начал играть в хоккей на траве до Второй мировой войны. В 1935—1954 годах выступал за «Стеллу», «Колеярз» и «Старт» из Гнезно. В 1947—1953 годах семь раз становился чемпионом Польши.
19 июня 1948 года в Праге дебютировал в сборной Польши в матче против Чехословакии (1:2), который стал первым в её истории.
В 1952 году вошёл в состав сборной Польши по хоккею на траве на летних Олимпийских играх в Хельсинки, занявшей 6-е место. Играл в поле, провёл 5 матчей, мячей не забивал. Был капитаном команды.
В 1948—1953 годах провёл за сборную Польши 10 матчей.
Мастер спорта Польши (1955).
После окончания игровой карьеры в 1954 году работал тренером команд из Гнезно второго эшелона, судьёй и организатором.
Умер 26 июля 1991 года в Гнезно.

## Семья
Отец — Максимилиан Малковяк, мать — Катарзина Малковяк (до замужества Росиньская).
Младший брат — Максимилиан Малковяк (1922—2009), польский хоккеист на траве. Участник летних Олимпийских игр 1952 года.
Жена — Галина Ковальчик. 
Трое сыновей Эугениуш (род. 1952), Веслав (род. 1953) и Гжегож (род. 1956) также играли в хоккей на траве. Гжегож Малковяк выступал за юношескую сборную Польши.

## Память
В Гнезно имя Яна Малковяка выгравировано на стеле, посвящённой местным хоккеистам — участникам Олимпийских игр.